# 자궁선망
자궁선망(womb envy)이나 질선망(vagina envy), 유방선망(breast envy)은 여성주의 정신분석학에서 남성이 느끼는 불안감은 여성의 생물학적 기능(임신, 수유 따위)을 선망하기 때문에 발생한다고 주장하는 해석이다. 이것은 프로이트 심리학의 음경선망 개념을 그대로 성별만 바꾼 것이다. 이 용어를 처음 고안, 제안한 사람은 독일의 신프로이트주의 정신분석학자 카렌 호르나이다.

## 같이 보기
- 자기여성애